# Tacos al carbón
Tacos al carbón es una película de comedia y romance mexicana de 1972, escrita y dirigida por Alejandro Galindo, y protagonizada por Vicente Fernández, Adalberto Martínez «Resortes», Fernando Soto «Mantequilla», Sergio Ramos «El Comanche», Ana Martín, Nadia Milton y Sonia Amelio. Esta película marcó el debut actoral de Vicente Fernández.

## Argumento
La historia narra la vida de Constancio Rojas Rodríguez, apodado «El Champi», un taquero humilde que vende tacos en la calle. Su suerte cambia al ganar un automóvil nuevo en un sorteo patrocinado por una marca de detergente. Con el dinero del premio, Constancio inicia una cadena de taquerías que crece rápidamente en la ciudad. El éxito le otorga poder y riqueza, pero también genera conflictos personales y laborales, especialmente con «El Ciclamatos», quien, por envidia, le hace una mala jugada que lo lleva a perder todo. Constancio debe entonces recomenzar su vida desde cero. 

## Reparto
- Vicente Fernández como Constancio Rojas Rodríguez "El Champi"
- Adalberto Martínez "Resortes" como El Chidas Pelas
- Nadia Milton como Rocío Doria Avendaño
- Sonia Amelio como Leonor
- Ana Martín como Lupita
- Sergio Ramos "El Comanche" como El 780
- Fernando Soto "Mantequilla" como El Ciclamatos
- Víctor Alcocer como Locutor de comercial
- Margarita Rodríguez
- Armando Acosta como Investigador de policía
- Queta Carrasco como Comadre, suegra de Constancio
- Jorge Casanova como Médico
- Felipe del Castillo como Secretario del juzgado
- Lina Marín como Margarita Rodriguez
- Manuel Dondé como Jefe de taller mecánico
- Federico Falcón como Locutor de Television
- Jorge Fegán como Inspector médico
- Juan Garza como Detective de policía
- Federico González como Don Fernando
- Alfredo Gutiérrez como Taquero
- Ernesto Gómez Cruz como Chintololo
- Jesús Gómez como Cliente del Champi
- Leonor Gómez como Anciana en restaurante
- Regino Herrera como Cliente del Champi
- Cecilia Leger como Empleada de taqueria
- Leonor Llausás como Empleada de tienda
- Lina Montes como Doña Jovita
- Blanca Lidia Muñoz como Portera
- Carlos Nieto como Fiscal
- Tito Novaro como Detective de policía
- Isabel Vázquez "La Chichimeca" como Clienta del Ciclamatos

## Producción
La película fue dirigida y escrita por Alejandro Galindo. La música incluye canciones interpretadas por Vicente Fernández, como «Ni en defensa propia», compuesta por Ramón Ortega, y «Hermoso cariño», de Fernando Z. Maldonado. La producción estuvo a cargo de Cinematográfica Marte S.A. y la fotografía fue realizada por Fernando Álvarez Colín.